# Ulrike Greb
Ulrike Greb (* 6. Juni 1953 in Lauterbach) ist eine deutsche Erziehungswissenschaftlerin.

## Leben
Nach der Ausbildung zur Krankenschwester, dem Studium der Sozialpädagogik an der Universität Darmstadt, einer Weiterbildung als Lehrerin für Krankenpflege und Pflegemanagement an der Schwesternhochschule der Diakonie Berlin, einem Magisterstudium der Pädagogik, Soziologie, Sprach- und Literaturwissenschaften, Philosophie und Psychoanalyse an den Universitäten Darmstadt, Hamburg, und der Goethe-Universität Frankfurt. 2003 promovierte sie bei Hildegard Müller-Kohlenberg an der Universität Osnabrück im Fachbereich Erziehungs- und Kulturwissenschaften der Universität Osnabrück mit dem Thema Professionalisierung und Vergleichgültigung. Ein identitätskritischer Ansatz in der Pflegepädagogik.
Von 2003 bis 2018 war sie Professorin für Berufspädagogik mit dem Schwerpunkt Didaktik der beruflichen Fachrichtung Gesundheit in Hamburg. Sie übernahm in Hamburg den Lehrstuhl von Karin Wittneben.
Ihre Forschungsschwerpunkte sind Erkenntnis- und bildungstheoretische Grundlagen der Didaktik, Fachspezifische Modifikation des Strukturgitteransatzes von Herwig Blankertz, Theoretische Kategorialanalyse in der Didaktik der beruflichen Fachrichtung Gesundheit, Schwerpunkte Psychiatrie, Psychosomatik, Leibphilosophie.
Zu den ehemaligen Doktoranden von Ulrike Greb gehören Sabine Balzer, Kirsten Barre, Benjamin Kühme und Wolfgang von Gahlen-Hoops.

## Bibliografie
- Psychiatrie. Rowohlt, Reinbek bei Hamburg 1995, ISBN 3-499-16369-1.
- Das Metaparadigma der Krankenpflege. In: Dr. med. Mabuse, Nr. 109, S. 60–64, Nr. 110, S. 62–65 (1997).
- Identitätskritik und Lehrerbildung. Ein hochschuldidaktisches Konzept für die Fachdidaktik Pflege. Frankfurt am Main 2003, ISBN 3-935964-20-X.
- Erziehung und Paranoia. Eine erkenntniskritische Studie zum Fall Schreber. Frankfurt am Main 2004, ISBN 3-935964-46-3.
- mit Kirsten Barre: Lernen – Bildung – Kompetenz. In: Roswitha Ertl-Schmuck, Jonas Hänel, Franziska Fichtmüller (Hrsg.): Pflegedidaktik als Disziplin. Eine systematische Einführung. Beltz Juventa, Weinheim, Basel 2024, S. 154f.
- mit Kirsten Barre: Mimesis – Leib – Körper. In: Roswitha Ertl-Schmuck, Jonas Hänel, Franziska Fichtmüller (Hrsg.): Pflegedidaktik als Disziplin. Eine systematische Einführung. Beltz Juventa, Weinheim, Basel 2024, S. 179f.

als Herausgeber
- Lernfelder fachdidaktisch interpretieren : Werkstattberichte zur Gestaltung von Gesundheits- und Krankheitsthemen im schulischen Bereich. Mabuse-Verlag, Frankfurt am Main 2005, ISBN 3-935964-78-1.
- mit Ingeborg Schüßler: Berufliche Bildung als nachhaltige Ressource : Entwicklung und Entfaltung versus Zurichtung und Vereinnahmung. Gesellschaft zur Förderung Arbeitsorientierter Forschung und Bildung, Frankfurt am Main 2007, ISBN 978-3-925070-78-5.
- mit Wolfgang Hoops: «Demenz» – jenseits der Diagnose. Pflegedidaktische Interpretation und Unterrichtssetting. Frankfurt am Main 2008, ISBN 978-3-938304-89-1.
- mit Roswitha Ertl-Schmuck: Pflegedidaktische Forschungsfelder. Weinheim, Basel 2015.